# Ralf Bergmann

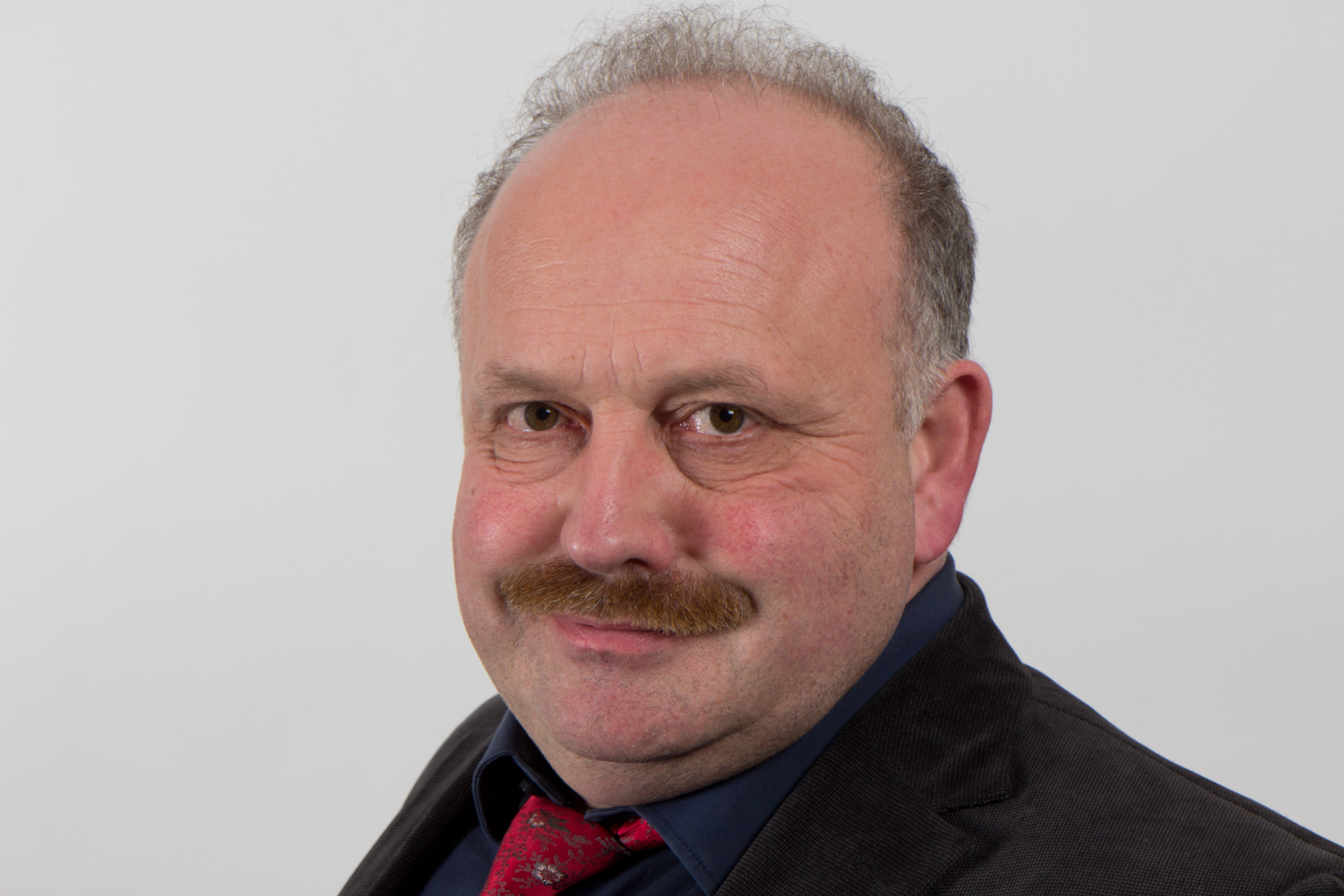
Ralf Bergmann, 2012

Ralf Friedrich Bergmann (* 14. April 1962 in Dortmund; † 25. Mai 2025) war ein deutscher Politiker (parteilos, zuvor SPD). Er war von 2006 bis 2016 Abgeordneter im Landtag von Sachsen-Anhalt.

## Leben und Beruf
Nach dem Abitur 1981 am Schiller-Gymnasium Dortmund begann Ralf Bergmann sein Biologiestudium an der Ruhr-Universität Bochum. 1988 absolvierte er das Diplomstudium und arbeitete zunächst in einem Umweltplanungsbüro in Bochum. 1990 wechselte Bergmann zur Pro Terra Team GmbH Hamm/Dortmund, wo er von 1991 bis 1995 Niederlassungsleiter der Pro Terra Team GmbH in Bad Dürrenberg war. Anschließend arbeitete Bergmann zwischen 1995 und 1997 als Abteilungsleiter bei der Ingenieur-Gesellschaft Steinbrecher und Partner in Tangermünde.
Ralf Bergmann war seit 1998 geschäftsführender Gesellschafter der Stadt und Land Planungsgesellschaft mbH Hohenberg-Krusemark sowie seit 2000 geschäftsführender Gesellschafter der Pro 1 Projektrealisierungsgesellschaft mbH Hohenberg-Krusemark.
Neben seiner Geschäftsführertätigkeit war Bergmann seit 1997 Lehrbeauftragter an der Hochschule Anhalt (Standort Bernburg/Strenzfeld), wo er in den Bachelor- und Masterstudiengängen „Naturschutz und Landschaftsplanung“ sowie „Landschaftsarchitektur und Umweltplanung“ Eingriffsregelung und spezielle artenschutzrechtliche Prüfung (SAP) und Umweltprüfungen (UVP/SUP/FFH-VP) unterrichtete.
Ralf Bergmann war verheiratet und hatte einen Sohn.

## Politik
Bergmann trat 1985 in die SPD ein. Er war seit 1998 bis zu seinem Austritt Vorsitzender des ehemaligen SPD-Ortsvereins Hohenberg-Krusemark und war von 2001 bis Oktober 2011 SPD-Kreisvorsitzender im Landkreis Stendal.
Des Weiteren war Bergmann seit 1998 Mitglied des Gemeinderats Hohenberg-Krusemark. Von 2001 bis zu seinem Rücktritt am 16. September 2011 war er Bürgermeister der Gemeinde. Bei der Kommunalwahl 2004 wurde Ralf Bergmann in den Kreistag Stendal gewählt und bei der Kommunalwahl 2009 wiedergewählt.
Bei der Landtagswahl in Sachsen-Anhalt 2006 trat Bergmann als Direktkandidat im Wahlkreis Havelberg-Osterburg an. Über die Landesliste gelang ihm der Einzug in das Parlament. Dort war er Mitglied im Ausschuss für Landesentwicklung und Verkehr sowie stellvertretender Vorsitzender im Ausschuss für Umwelt. Zusätzlich war Bergmann seit dem 29. Mai 2008 Mitglied des 11. Parlamentarischen Untersuchungsausschusses (Müll).
Innerhalb der SPD-Landtagsfraktion war Bergmann Sprecher für Umweltpolitik und Raumordnung. Bei der Landtagswahl in Sachsen-Anhalt 2011 wurde er über die Landesliste erneut in den Landtag gewählt. 2016 kandidierte er nicht erneut in seinem Wahlkreis.
Bergmann trat 2017 aus der SPD aus.